# Овсянников, Олег Владимирович (фигурист)
Оле́г Влади́мирович Овся́нников (род. 23 января 1970 года в Москве) — российский фигурист, выступавший в танцах на льду в паре с Анжеликой Крыловой, с которой он серебряный призёр Олимпиады 1998 года, двукратный чемпион мира (1998 и 1999 годы) и чемпион Европы (1999 год), четырёхкратный чемпион России, а также победитель финала Гран-при по фигурному катанию сезона 1998—1999. В 2007 году стал главным тренером сборной России по синхронному фигурному катанию.

## Карьера
Когда Олегу было 4 года, он тяжело заболел пневмонией и после выздоровления врачи рекомендовали родителям отдать сына в какой-либо спорт на свежем воздухе. Олега отдали в секцию фигурного катания на катке «Метеор» в Москве. Примерно до 10-ти лет он занимался как одиночник.
Олег Овсянников был одним из последних учеников Людмилы Пахомовой. Он работал с ней с 10 до 16-ти лет.
Перед объединением в пару с Анжеликой Крыловой, в 1994 году, Олег достиг определённых успехов с другими партнёршами: он был третьим на чемпионате мира среди юниоров 1988 года с Марией Орловой и третьим на чемпионате России 1994 года с Еленой Кустаровой.
С Анжеликой Крыловой Овсянников стал серебряным призёром Олимпиады 1998 года в Нагано, двукратным чемпионом мира (1998 и 1999 годы), чемпионом Европы 1999 года, четырёхкратным чемпионом России.
Сразу после чемпионата мира 1999 года пара оставила любительский спорт из-за обострившейся травмы спины партнёрши. Однако уже в июле 2000 года они подписали контракт с шоу «Stars on Ice» и в 2001 году выиграли чемпионат мира по фигурному катанию среди профессионалов. После этого окончательно ушли со льда.

## После спорта
Олег Овсянников с женой (супруга Овсянникова — бывшая фигуристка Анжелика Кирхмайер) работали в США тренерами, занимались с фигуристами-танцорами. В 2006 году у них родилась дочь — Мишель.
В 2007 году вернулся в Россию и стал главным тренером сборной страны по синхронному фигурному катанию.

## Государственные награды
- Кавалер ордена Дружбы (1998) год за выдающиеся достижения в спорте, мужество и героизм, проявленные на XVIII зимних Олимпийских играх 1998 года[2].

## Спортивные достижения
(с А.Крыловой)
| Соревнования/Сезон      | 1994—95 | 1995—96 | 1996—97 | 1997—98 | 1998—99 |
| ----------------------- | ------- | ------- | ------- | ------- | ------- |
| Зимние Олимпийские игры |         |         |         | 2       |         |
| Чемпионаты мира         | 5       | 2       | 2       | 1       | 1       |
| Чемпионаты Европы       | 3       | 2       | 2       | 2       | 1       |
| Чемпионаты России       | 1       | 2       | 1       | 1       | 1       |
| Финалы Гран-при         |         | 2       | 2       |         | 1       |
| Skate America           |         | 2       | 1       |         |         |
| Cup of Russia           |         |         | 1       | 1       | 1       |